# Síndrome de Brugada
El síndrome de Brugada es una enfermedad hereditaria caracterizada por una anormalidad electrocardiográfica (ECG) y un aumento del riesgo de muerte súbita cardíaca. Su nombre se debe a los cardiólogos españoles Pere Brugada, Josep Brugada y Ramón Brugada. Aunque los hallazgos ECG del síndrome de Brugada fueron inicialmente descritos entre supervivientes de parada cardíaca en  1989, no fue hasta 1992 cuando los hermanos Brugada lo reconocieron como una entidad clínica distinta, causante de muerte súbita por fibrilación ventricular (una arritmia cardíaca letal).
Las alteraciones electrocardiográficas consisten en una elevación del segmento ST-T en la derivaciones V1 -V3, asociado con bloqueo incompleto o completo de rama derecha y onda T negativa.
Al electrocardiograma típico de un paciente con síndrome de Brugada se le conoce como aleta de tiburón.
Se calcula que el síndrome de Brugada afecta aproximadamente a 5 de cada 10.000 personas en todo el mundo, aunque esta incidencia varía según la región geográfica, siendo más frecuente en el sudeste de Asia.

## Síntomas
El síndrome de Brugada es causa de una tendencia a arritmias graves como la fibrilación ventricular o la taquicardia ventricular, pero los pacientes también son propensos a ritmos cardíacos anormalmente lentos como el síndrome del nodo enfermo.
El síndrome de Brugada frecuentemente no se asocia a ningún síntoma y se suele diagnosticar al realizar un electrocardiograma por cualquier causa. Cuando se aprecian síntomas éstos toman la forma de desvanecimientos o desmayos. Estos episodios pueden ser causados por ritmos anormales del corazón que cesan de forma espontánea. Los desvanecimientos en estos pacientes frecuentemente son causados por una caída de la tensión sanguínea a pesar de tener un ritmo cardíaco normal. Esto es conocido como síncope vasovagal.
Las arritmias del síndrome de Brugada frecuentemente ocurren en reposo, después de una comida copiosa, o durante el sueño. Estas situaciones están ligadas a períodos en lo que el nervio vago está activado.
Las arritmias también ocurren cuando se tiene fiebre o después de una excesiva ingesta de alcohol. Ciertos medicamentos también empeoran la tendencia a las arritmias en pacientes con el síndrome de Brugada y deben ser evitados.

## Genética y fisiopatología
Alrededor del 20 % de los casos de síndrome de Brugada están asociados con la mutación en el gen que codifica los canales de sodio en las membranas de los miocitos (células musculares del corazón); se dice que es una canalopatía del sodio. El gen, denominado SCN5A (Sodium Channel, Voltage-Gated, Type V, Alpha Subunit), está localizado en el brazo corto del cromosoma 3 (3p21). Hasta ahora se han observado ocho mutaciones: Tres de ellas han sido estudiadas con detalle. Una afecta el exón 28 (error en la lectura "missense mutations"), una el intrón 7 (inserción de dos bases AA), y la última representa una deleción de un nucleótido A en el gen SCN5A.
El 60% de los pacientes resucitados de muerte súbita que presentan un electrocardiograma característico del síndrome Brugada tienen otros familiares afectados. Es decir, en más de la mitad de los pacientes existe una historia familiar de muerte súbita, se encuentran parientes con el mismo electrocardiograma o se han producido nuevas muertes en miembros de la familia que no quisieron ser estudiados. Por eso, se recomienda examinar a todos los miembros de una familia con algún miembro afectado por muerte súbita. Existen formas aisladas del síndrome en pacientes que probablemente son los primeros mutantes dentro de la familia.
Desde 2005 se cuenta con informes en la literatura de este síndrome asociado al uso de litio. Los supresores del litio define la reversión de los síntomas.

### Electrocardiografía

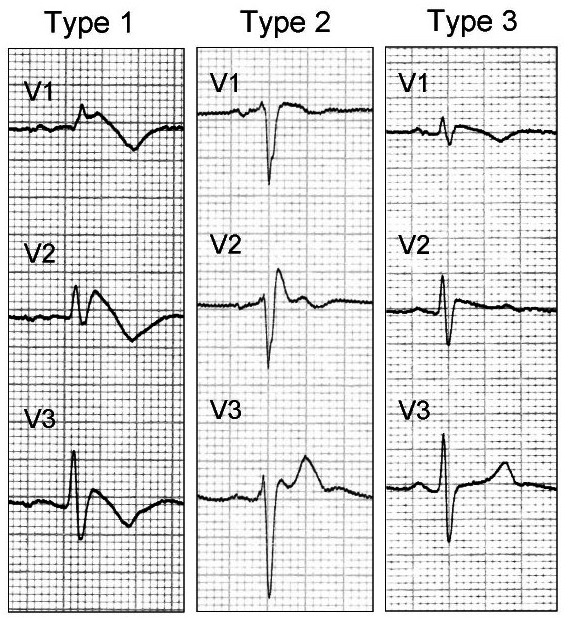
Patrones ECG en el síndrome de Brugada. El Tipo 1 se considera diagnóstico. Los Tipos 2 y 3 son candidatos a realizar una prueba con drogas para su diagnóstico.
Los ECG a la izquierda y a la derecha son del mismo paciente. El de la derecha (Tipo 3) antes de la administración intravenosa de 1 mg/kg of Ajmalina durante 10 minutos y el de la izquierda (Tipo 1) después de su administración.

Dibujo de un ECG normal con etiquetas de ondas e intervalos. P=onda P, PR=segmento PR, QRS=complejo QRS, QT= intervalo QT, ST=segmento ST, T=onda T.

En algunos casos, la enfermedad puede ser detectada por la aparición  de algunos patrones electrocardiográficos característicos, que pueden estar presentes de forma continua, o pueden ser provocados por la administración de fármacos (p.ej., fármacos antiarrítmicos que bloquean los canales de sodio y causan las anormalidades del ECG como ajmalina o flecainida) o aparecer de forma espontánea debido a algún estímulo.
| El síndrome de Brugada tiene tres patrones ECG (electrocardiográficos): - Tipo 1. Tiene un elevación curva del tipo ST de al menos una elevación de 2 mm (0.2 mV) del punto J y un segmento ST descendente gradualmente y seguido por una onda T negativa. - Tipo 2. Tiene un patrón de silla de montar con al menos una elevación de 2 mm del punto J y una elevación del segmento ST de al menos 1 mm con una onda T positiva o bifásica. Este tipo se puede ver ocasionalmente en sujetos sanos. - Tipo 3. Tiene un patrón curvo (como el Tipo 1) o de silla de montar (Tipo 2) con menos de 2 mm de elevación del punto J y menos de 1 mm de elevación del segmento ST. Este tipo no es raro en los sujetos sanos. |

## Tratamiento y prevención
Se recomienda evitar drogas antiarrítmicas, drogas sicotrópicas, algunos anestésicos, cocaína y la fiebre, ya que dispara los sucesos cardíacos en el síndrome de Brugada.
Antes de aplicar una anestesia a pacientes con el síndrome de Brugada el cirujano, el anestesista o el dentista deben ser informados de las drogas a evitar.

### Fármacos a evitar completamente
- Medicamentos antiarrítmicos: ajmalina, allapinina, ethacizina, flecainida, pilsicainida, procainamida, propafenona.
- Psicotrópicos: amitriptilina, clomipramina, desipramina, litio, loxapina, nortriptilina, oxcarbazepina, trifluoperazina.
- Anestésicos/analgésicos: bupivacaína, procaina, propofol.
- Otras sustancias: acetilcolina, alcohol (dosis tóxicas), canabis, cocaína, ergonovina.[5]

### Fármacos a evitar siempre que sea posible
- Medicamentos antiarrítmicos: amiodarona, cibenzolina, disopiramida, lidocaína, propranolol, verapamilo, vernakalant.
- Psicotrópicos: bupropíon, carbamazepina, ciamemazina, clotiapina, dosulepina, doxepina, fluoxetina, fluvoxamina, imipramina, lamotrigina, maprotilina, paroxetina, perfenazina, fenitoína, tioridazina.
- Anestésicos/analgésicos: ketamine, tramadol.
- Otras sustancias: demenidrinato, difenidramina, edrofonio, indapamida, metoclopramida, terfenadina/fexofenadina.[5]

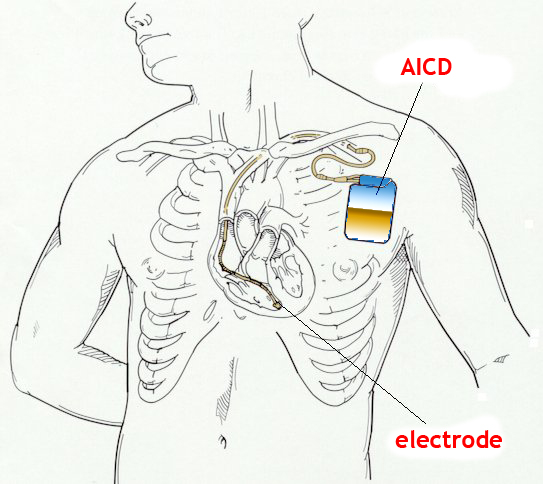
Desfibrilador implantable (cardioverter-defibrillator).

Para pacientes con un riesgo significativo, el desfibrilador implantable es, por el momento, la única alternativa para poder evitar que el paciente fallezca si el corazón entra en fibrilación ventricular.

## Epidemiología
En España hay entre 10.000 y 15.000 casos de muerte súbita al año, y varios millones en todo el mundo. Diversos estudios señalan que, especialmente en jóvenes, entre el 4 y el 12% se deben al síndrome Brugada..
La incidencia de la muerte súbita en la población general (entre 7 y 64 años) es de 1,34 por 100 000 por año. De ellos un 5% no muestran anormalidad estructural en el corazón.
Los episodios de fibrilación ventricular se dan preferentemente en hombres y estos tienen un riesgo 5,5 veces mayor de muerte súbita que las mujeres.
La prevalencia del síndrome de Brugada es más alta en Asia que en Europa y Estados Unidos.
El síndrome de Brugada Tipo 1 es más frecuente en Asia (0%–0.36%) y Europa (0%–0.25%) que en los Estados Unidos (0.03%).
El Tipo 2 y Tipo 3 es más prevalente en Asia (0.12%–2.23%) que en Europa (0.0%–0.6%) o los Estados Unidos (0.02%).
La prevalencia del Tipo 1 en niños es de 0.005%, que es mucho menor que en la población adulta.
Del total de muertes súbitas inesperadas, especialmente en jóvenes, entre el 4 y el 12% se deben al síndrome Brugada.

## Historia
Josep y Pere Brugada observaron el mismo patrón electrográfico en un niño polaco de tres años y en su hermana fallecida de muerte súbita, que recibía tratamiento con amiodarona y tenía implantado un marcapasos. 
Hallaron otros dos pacientes con las mismas características e iniciaron la investigación de su relación con la muerte súbita.
En 1991 presentaron sus resultados en la reunión anual de la North American Society of Pacing and Electrophysiology (NASPE) de Washington.
Otros especialistas encontraron otros cuatro pacientes. Posteriormente se publicó el primer artículo sobre el síndrome Brugada. El número de pacientes detectados en el mundo empezó a aumentar exponencialmente. De ocho casos se pasó a los más de 5000 registrados en 2017.
Tras presentar el caso en la NASPE, Ramón Brugada, analizó varias muestras de sangre de pacientes identificados con el síndrome y descubrió que tiene una importante carga genética y que es hereditario, es decir, puede transmitirse de padres a hijos.
A pesar de que ya se han identificado más de 400 mutaciones en dieciocho genes distintos, éstas no están presentes en todas las familias estudiadas. Ello indica que la enfermedad es heterogénea, es decir, que todavía quedan muchas otras por descubrir.